# Polysigma fuscum
Polysigma fuscum är en rundmaskart som beskrevs av Gerlach 1956. Polysigma fuscum ingår i släktet Polysigma och familjen Desmodoridae. Arten är reproducerande i Sverige. Inga underarter finns listade i Catalogue of Life.